# First Choice Airways

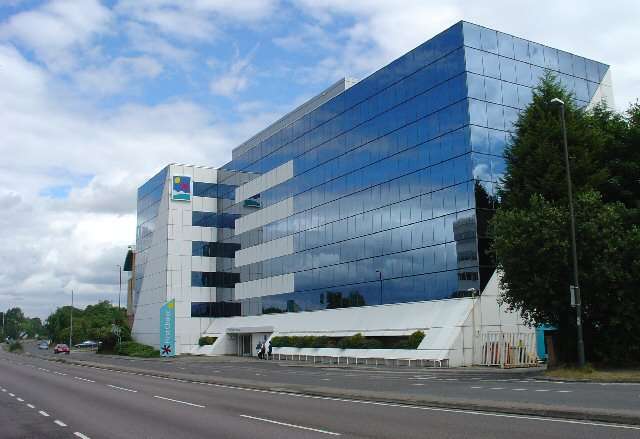
Штаб-квартира First Choice в Кроли

First Choice Airways (по-русски произносится фёст чёйс эрвейс) — бывшая британская чартерная авиакомпания европейского туроператора TUI Travel, базирующаяся в Кроли, Англия до её слияния с Thomsonfly, с целью основать Thomson Airways. В 2008 году летала в более 60 пунктов назначения по всему миру из 14 аэропортов Великобритании и Ирландии. 70 процентов рейсов авиакомпании использовались для обеспечения полётов материнской компании (TUI Travel), в летний сезон этот показатель достигал 85 процентов, оставшиеся рейсы распределялись между 120 другими туроператорами. Кроме того, First Choice Airways обеспечивала круглогодичные регулярные рейсы на Кипр, курорты Испании и Португалии.
Основными хабами авиакомпании были Бирмингем, Манчестер и Гатвик, с портом приписки в Гатвике. Услуги по обеспечению дальнемагистральных рейсов продавались только внутренними компаниями, такими как First Choice Holidays, Eclipse Direct, Sunsail, Sovereign, Hayes, Unijet. Кроме того, авиакомпания обеспечивала зимние полёты повышенного класса (luxury) по всему миру для компании TCS Expeditions.
Компания обладала операционной лицензией типа A управления гражданской авиации Великобритании, что позволяло перевозить пассажиров на самолетах имеющих 20 или более мест.

## История
Авиакомпания начала свою деятельность 11 апреля 1987 года, выполняя рейсы по маршруту Манчестер — Малага под названием Air 2000 (ICAO: AMM) двумя самолётами Boeing 757. Через год её флот увеличился в два раза, при этом один из самолётов базировался в международном аэропорту Глазго. В том же году авиакомпания создала дочернюю компанию в Канаде, под названием Air 2000 Airline Ltd. Данная дочерняя компания просуществовала всего несколько дней, затем правительство Канады приостановило лицензию. Вторая попытка, Canada 3000, оказалась более успешной.
В 1988/89 были введены дальнемагистральные рейсы в аэропорт Момбаса в Кении, которые выполнялись в течение всего сезона. В 1989 году 757-е были переоборудованы для полётов в США, начавшиеся в том же году. В 1992 году авиакомпания получила лицензию на регулярные полёты от управления гражданской авиации Великобритании, которые начались в 1993 году, первоначально между Гатвиком и Пафосом, Кипр.
Благодаря расширению, у авиакомпании появились новые базы в Великобритании, первым зарубежным хабом авиакомпании, в 1996 году, стал Дублин. В 1998 году была куплена и полностью интегрирована авиакомпания Leisure International Airways. Покупка включала в себя весь парк воздушных судов Leisure International Airways, включая четыре заказанные самолёта Airbus A330-200, однако после сделки заказ был отменён в пользу самолетов Boeing 767-300. Air 2000 получила новую цветовую схему, которая использовалась до 2004 года, когда в марте 2004 года, в результате ребрендинга, был удалён логотип Air 2000 и добавлен логотип First Choice Airways.
В 2002 году авиакомпания перевезла 6.5 млн пассажиров. В 2005 году этот показатель снизился до 6 млн, что не помешало занять пятое место по числу перевезённых пассажиров среди авиакомпаний Великобритании. В 2004 году было объявлено о планах переоборудовать ещё шесть самолетов Boeing 767-300, с целью расширить сеть дальнемагистральных полётов. Авиакомпания стала первой в Великобритании, которая стала использовать стиль интерьера Boeing 777 на своих самолётах Boeing 767. К 2007 году, авиакомпания имела в своём распоряжении шесть самолётов, пригодных для дальнемагистральных полётов, в двух классах компоновки, 63 места в салоне бизнес-класса и 195 в экономе. Все места были оборудованы системой развлечений Panasonic (встроенной в спинки предыдущих сидений) и системой освещение Star Class Premier.
23 апреля 2007 года авиакомпания First Choice Airways подтвердила, что из-за слияния с Thomsonfly она закрывает свои базы в Лондонском аэропорту Лутон и Кардиффе с 1 ноября, поскольку Thomsonfly также работает с этих баз, однако, объединённая авиакомпания по-прежнему будет работать с этими базами.

### Слияние с Thomsonfly
В марте 2008 года материнская группа TUI AG, слившись с First Choice Holidays PLC, образовала новую компанию TUI Travel. В результате, Thomsonfly и First Choice Airways также были объединены в авиакомпанию Thomson Airways.
Thomsonfly Limited изменил своё название Thomson Airways Limited в ноябре 2008 года, а операционный сертификат Thomsonfly был изменён на Thomson Airways, который вступил в силу с 1 ноября 2008 года. В этот день Thomsonfly и First Choice Airways начали работать под брендом Thomson Airways, флотом которого составил 75 самолётов.

## Корпоративные отношения
Штаб-квартира First Choice House была расположена в городе Кроули, Западный Суссекс. До слияния в этом офисе работало около 450 сотрудников. После слияния с Thomsonfly, TUI уволило большинство из них. Оставшиеся 70-80 человек были переведены в бывший офис Air 2000 в аэропорту Гатвик.

## Флот
По состоянию на 2008 год, флот First Choice Airways состоял из следующих самолётов:
| Флот авиакомпании First Choice Airways | Флот авиакомпании First Choice Airways | Флот авиакомпании First Choice Airways | Флот авиакомпании First Choice Airways |
| Тип                                    | Количество                             | Число мест                             | Изображение                            |
| -------------------------------------- | -------------------------------------- | -------------------------------------- | -------------------------------------- |
| Airbus A320-200                        | 5                                      | 180                                    |                                        |
| Airbus A321-200                        | 3                                      | 218                                    |                                        |
| Boeing 757-200                         | 14                                     | 233                                    |                                        |
| Boeing 767-300ER                       | 6                                      | 258                                    |                                        |

### Заказанные самолёты
Авиакомпания First Choice Airways была первой авиакомпанией в Великобритании, которая разместила твёрдый заказ на шесть самолётов Boeing 787 Dreamliner в феврале 2005 года, с опционом на ещё шесть. В декабре 2006 года авиакомпания объявила о покупке ещё двух Boeing 787 Dreamliner, в общей сложности заказав восемь самолётов. В марте 2007 года First Choice Airways объявила о том, что заказала четыре оставшихся в опционе самолёта, в результате чего в общей сложности было заказано 12 Boeing 787 Dreamliner.
Ввод в эксплуатацию данных самолётов планировался на 2009 год, однако по причине задержки в программе Boeing 787, First Choice Airways не смогли бы ввести данный тип самолёта в эксплуатацию до лета 2010 года. После поставки заказанных Boeing 787-8 ими планировалось заменить 767—300 на дальнемагистральных маршрутах. 6 из этих самолётов должны были базироваться в аэропорту Манчестер, а вторая половина в лондонском Гатвике.
После слияния с Thomsonfly, вновь образованная компания, Thomson Airways, унаследовала заказы и была первой авиакомпанией в Великобритании получившей Boeing 787 Dreamliner. Первый полёт на самолёте данного типа состоялся в июне 2013 года.